# Новгородское общество любителей древности
Новгородское общество любителей древности (НОЛД) — российское научное общество.

## История
Главными инициаторами создания общества были новгородский краевед В. С. Передольский и председатель Новгородской земской управы М. В. Муравьёв. Первоначально было учреждено 12 ноября1893 года. На общем собрании учредителей общества 17 января 1894 года Передольский произнёс речь, в которой сформулировал цель его создания: 

Задача Общества по уставу состоит главнейше в охранении имеющих еще обломков старины от конечного разрушения и в восстановлении по возможности тех, которые уже исчезли с лица земли нашей, оставив кое-какие следы в народном говоре и письменных источниках
В 1904 году деятельность общества была запрещена, но спустя 4 года возобновлена усилиями М. В. Муравьёва и И. В. Аничкова при поддержке губернатора П. П. Башилова; устав общества был утверждён только в 1911 году. В 1930-х годах уже не функционировало. Было вновь образовано с прежним названием в 2000 году.
Целью НОЛД было изучение исторических памятников главным образом Новгородской губернии и, поэтому объединяло, прежде всего, краеведов и историков Новгорода и Новгородской губернии. Однако членами общества были также учёные столичных городов, Санкт-Петербурга и Москвы; в 1904 году — 89 членов, в 1908 — 200; после утверждения устава в обществе состояло до 300 действительных, почётных членов и членов-сотрудников.
Существовало на членские взносы. Членами общества были: А. И. Анисимов, Т. И. Арне, Б. Д. Греков, М. В. Муравьёв, С. Ф. Платонов, Н. В. Покровский, Л. Н. Целепи, И. А. Шляпкин.
Участвовало в пополнении выпущенного ещё в 1892 году библиографического справочника В. П. Ласковского «Новгородика» (дополнения 1—3, 1893—1908); издало в 1898 году «Новгородские древности» В. С. Передольского, в 1910 — «Путеводитель по Новгороду» В. П. Ласковского.
Обществом было организовано чтение публичных лекций по новгородской истории, культуре, археологии (1909—1910, 1912—1915, 1925, 1927—1928); были изданы отдельные конспекты: «Конспективное изложение чтений по христианской археологии» Н. В. Покровского (1910), «Великий Новгород…» С. Ф. Платонова и «Новгородские древности» А. А. Спицына (1916) и др. В «Сборниках Новгородского общества любителей древности» (Вып. 1-9, 1908—1928) был напечатан ряд исторических источников: великокняжеские грамоты Спасо-Прилуцкому монастырю 1510 и 1541 годы (Вып. 1, 1908; публикация Л. Н. Целепи), миниатюры Лицевого свода о жизни новгородцев (Вып. 2, 1909; В. И. Успенский и Л. Н. Целепи), письма (Вып. 2, 1909) и воспоминания (Вып. 3, 1910) Н. Н. Муравьёва (публикация В. В. Муравьёва-Амурского), «Синодик 1552—1560 годы Новгородской Борисоглебской церкви» (Вып. 5, 1911; И. А. Шляпкин), план осады Новгорода шведами в 1611 году (Вып. 6, 1912; А. В. Полторацкий) и пр. Издавались также научные труды членов НОЛД: «Заметки о прошлом упразднённых монастырей Новгородской епархии» А. И. Никольского (Вып. 1 и 5), «Экономическое положение Великого Новгорода во второй половине XVI века» А. М. Гневушева (Вып. 6, 1912) и др. Общество публиковало «Отчёты» о своей деятельности (за 1908—1909, за 1914—1915, за 1925, за 1926, за 1927, за 1928)
В 1911 году общество участвовало в организации и проведении 15-го Всероссийского археологического съезда в Новгороде, занималось экскурсионной деятельностью, выпустило открытки с видами Новгорода и его памятников. В том же году инициировало создание комиссии по заведованию Новгородским музеем древностей при губернском статистическом комитете (ныне Новгородский государственный объединенный музей-заповедник). Были открыты отделения в Тихвине (1913-1918; на его основе позднее возникло Тихвинское общество изучения местного края) и в Старой Руссе (с 1928 года).
Члены НОЛД участвовали в организации Новгородского церковно-археологического общества (1913). В 1920-х годах члены НОЛД работали над подготовкой словаря исторических, юридических и экономических терминов XI—XVII веков с указанием источников, где они встречались; было составлено около 2 тысяч карточек, содержавших отсылки к более чем 5,6 тысяч источников(в 1928 году они были переданы в АН СССР).
НОЛД прекратило деятельность после начала «Академического дела»; к 1 января 1929 года в нём было 87 человек. После «Дела краеведов общество было окончательно упразднено.
Председатели НОЛД: В. С. Передольский (1894—1904), М. В. Муравьёв (1908—1914, 1919—1925), И. В. Аничков (1914—1916), Н. В. Волков (1917—1918), Е. В. Скородумов (1925—1927), А. В. Смирнов (1927—1928), С. М. Смирнов (1928—1929).
В 2000 году с прежним названием было организовано общество, председателем которого стал В. Я. Конецкий; с 2011 по 2024 год его возглавлял С. В. Трояновский. В новом обществе в 2011 году состояло 110 членов.